# Csorna
Csorna je mesto na Madžarskem, ki upravno spada pod podregijo Csornai Županije Győr-Moson-Sopron.